# Volta a Galiza
A Volta a Galiza é uma corrida de ciclismo por etapas, clássica do calendário espanhol que percorria as estradas da comunidade autónoma galega.
Começou a disputar-se a partir de 1933 e voltará a disputar-se em 2017 sendo Salvador Cardona seu primeiro vencedor. O corredor com mais vitórias é Emilio Rodríguez, com três.

## Palmarés
Em amarelo: edição amador.
| Ano       | Ganhador                                | Segundo                  | Terceiro                   |
| --------- | --------------------------------------- | ------------------------ | -------------------------- |
| 1933      | Salvador Cardona                        | Eusebio Bastida          | Federico Ezquerra          |
| 1934      | Não se disputou                         | Não se disputou          | Não se disputou            |
| 1935      | Julián Berrendero                       | Fermin Trueba            | Mariano Gascon             |
| 1936-1944 | Não se disputou                         | Não se disputou          | Não se disputou            |
| 1945      | Delio Rodríguez                         | Emilio Rodríguez         | Julián Berrendero          |
| 1946      | Emilio Rodríguez                        | Pastor Rodríguez         | Luis Sánchez Huergo        |
| 1947      | Emilio Rodríguez                        | Manolo Rodríguez         | Delio Rodríguez            |
| 1948-1954 | Não se disputou                         | Não se disputou          | Não se disputou            |
| 1955      | Emilio Rodríguez                        | Carmelo Morais           | René Marigil               |
| 1956-1983 | Não se disputou                         | Não se disputou          | Não se disputou            |
| 1984      | Vicente Belda                           | José Recio               | Jokin Mujika               |
| 1985      | Jesús Blanco Villar                     | Vicente Belda            | Raimund Dietzen            |
| 1986      | Não se disputou                         | Não se disputou          | Não se disputou            |
| 1987      | Jokin Mujika                            | Iñaki Gastón             | Vicente Belda              |
| 1988      | Marino Lejarreta                        | Álvaro Pino              | Miguel Indurain            |
| 1989      | Vicente Ridaura                         | Federico Echave          | Iñaki Gastón               |
| 1990      | Federico Echave                         | Laudelino Cubino         | Johan Bruyneel             |
| 1991      | Álvaro Mejía                            | Piotr Ugrumov            | Fabian Fuchs               |
| 1992      | Fabian Jeker                            | Federico Echave          | Oliverio Rincón            |
| 1993      | Andrew Hampsten                         | Stefano Della Santa      | Álvaro Mejía               |
| 1994      | Laudelino Cubino                        | Claudio Chiappucci       | Stefano Della Santa        |
| 1995      | Miguel Indurain                         | Maarten den Bakker       | Manuel Fernández Ginés     |
| 1996      | Abraham Olano                           | Andrei Tchmil            | Laurent Jalabert           |
| 1997      | Aitor Garmendia                         | Gianluca Bortolami       | Armand de las Cuevas       |
| 1998      | Frank Vandenbroucke                     | Abraham Olano            | Marcos Serrano             |
| 1999      | Marcos Serrano                          | Andrei Teteriouk         | Abraham Olano              |
| 2000      | Andrei Teteriouk                        | David Etxebarria         | Juan Miguel Mercado        |
| 2001      | Não se disputou                         | Não se disputou          | Não se disputou            |
| 2002      | Fernando Torres                         | Aitor Pérez Arrieta      | José Mario Box             |
| 2003      | José Adrián Bonilla                     | José Ruiz Sánchez        | Francisco Morais           |
| 2004      | Luis Fernández                          | Jorge Nogaledo           | Sergio Domínguez           |
| 2005      | Manuel Jesús Jiménez                    | Alberto Fernández        | Eder Salas                 |
| 2006      | Óscar Laguna                            | Gonzalo Rabuñal          | Alejandro Paleo            |
| 2007      | Óscar Laguna                            | Eduardo González         | Carlos Oyarzun             |
| 2008      | Óscar García-Casarrubios                | Vitor-Bruno Martins      | Dmitri Puzanov             |
| 2009      | Enrique Salgueiro                       | Carlos Oyarzun           | Gustavo Rodríguez Iglesias |
| 2010      | Raúl García de Mateos                   | Sergi Escobar            | Rafael Rodríguez           |
| 2011      | José Belda                              | Héctor González          | Moisés Donas               |
| 2012      | Luís Afonso                             | David Francisco Delgado  | Miguel Gómez               |
| 2013      | Pedro Gregori                           | Federico José Figueiredo | José Antonio de Segovia    |
| 2014      | Aitor González                          | Joaquim Ricardo Soares   | José Antonio de Segovia    |
| 2015      | Aitor González                          | Jorge Martín             | Pedro Merino               |
| 2016      | Samuel Blanco                           | Marcos Jurado            | Pedro Gregori              |
| 2017      | Martín Lestido                          | David González López     | Willie Smit                |
| 2018      | Sergio Vega                             | Martín Lestido           | Iván Martínez              |
| 2019      | Martí Márquez                           | Alejandro Ropero         | Raúl García de Mateos      |
| 2020      | Cancelada devido à situação do COVID-19 |                          |                            |

## Palmarés por países
Só se contam as vitórias profissionais
| País           | Vitórias |
| -------------- | -------- |
| Espanha        | 16       |
| Colômbia       | 1        |
| Suíça          | 1        |
| Estados Unidos | 1        |
| Bélgica        | 1        |
| Cazaquistão    | 1        |